# Over Whitacre
Over Whitacre – osada w Anglii, w hrabstwie Warwickshire, w dystrykcie North Warwickshire. Leży 27 km na północ od miasta Warwick i 152 km na północny zachód od Londynu.